# Ailleurs l'herbe est plus verte
Pour plus de détails, voir Fiche technique et Distribution.
Ailleurs l'herbe est plus verte (The Grass Is Greener) est un film britannique réalisé par Stanley Donen, sorti en 1960.

## Synopsis
Lord et Lady Rhyall ont dû ouvrir au public leur manoir anglais pour arrondir les fins de mois. Ils vivent avec leurs deux enfants dans quelques pièces du château, pendant que les touristes se bousculent dans le reste de l'immense demeure. Lady Rhyall cultive des champignons qu'elle vend au village, et le majordome supplie qu'on le renvoie pour faire des économies. Un jour, un millionnaire américain, Charles Delacro, pousse la porte marquée "privé" et tombe sous le charme de Lady Rhyall. Elle part à Londres, sous couvert d'habiter chez son amie Hattie et vit quelques jours de rêve avec l'Américain. Lord Rhyall n'est pas dupe, mais tient à garder sa femme sans se montrer jaloux. Il organise un week-end au manoir où les quatre protagonistes vont redistribuer les cartes.

## Lieu de tournage
Une partie au moins du tournage s'est faite à Osterley.

## Fiche technique
- Titre : Ailleurs l'herbe est plus verte
- Titre original : The Grass Is Greener
- Réalisation : Stanley Donen
- Scénario : Hugh Williams et sa seconde épouse Margaret Vyner (1914-1993) d'après leur pièce de théâtre éponyme créée à Londres le 2 décembre 1956.
- Production : Stanley Donen
- Société de production : Grandon Productions Ltd
- Société de distribution : Universal Pictures
- Musique : Noel Coward
- Photographie : Christopher Challis
- Montage : Jim Clark
- Direction artistique : Paul Sheriff
- Costumes : Hardy Amies et Christian Dior
- Pays d'origine : Royaume-Uni
- Format : Couleur (Technicolor) - 35 mm - 2,35:1 - Son : Mono (Westrex Recording System)
- Genre : Comédie
- Durée : 104 minutes
- Date de sortie :
  - États-Unis : 23 décembre 1960 (New York)

## Distribution
- Cary Grant (VF : Maurice Dorléac) : Lord Victor Rhyall
- Deborah Kerr (VF : Jacqueline Ferrière) : Lady Hilary Rhyall
- Robert Mitchum (VF : Raymond Loyer) : Charles Delacro
- Jean Simmons (VF : Marcelle Lajeunesse) : Hattie Durant
- Moray Watson : Trevor Sellers, le majordome